# Carvalhal Meão
Carvalhal Meão ist ein Ort und eine ehemalige Gemeinde (Freguesia) im portugiesischen Kreis Guarda. Die Gemeinde hatte 51 Einwohner (Stand 30. Juni 2011).
Am 29. September 2013 wurde die Gemeinde Carvalhal Meão nach Adão eingegliedert.